# Chaetodus villosicollis
Chaetodus villosicollis là một loài bọ cánh cứng trong họ Hybosoridae. Loài này được Benderitter miêu tả khoa học năm 1923.